# سانت أموبونو تيرمي
سانت أموبونو تيرمي هي كومونا في مقاطعة بيرغامو في منطقة لومباردي الإيطالية ، تقع على بعد حوالي 50 كيلومترًا (31 ميل) شمال شرق مدينة ميلانو و حوالي 15 كيلومترًا (9 ميل) شمال غرب بيرغامو. تقع سانت أموبونو تيرمي على حدود البلديات التالية: بيدوليتا، بيربينو، بريمبيلا، كورنا إيماجنا، كوستا فالي إيماجنا، رونكولا، روتا ديماجنا. في عام 2014 تم ضم بلدية فالسيككا مع سانت أموبونو تيرمي.

## أصل التسمية
نُشأ الاسم الجغرافي من القديس الراعي لجزء مازوليني، التي تشكل البلدية مع سيبينو , سيلينو ألتو ,سيلينو باسو ,فالسيككا.
تأسست بلدية سانت أموبونو إيماغنا عام 1927 بتحشيد البلديات التالية: مازوليني، فالغيرا، سيبينو، سيلينو. بفضل القانون الإقليمي صدر في أغسطس 2004 أمر بتغيير الاسم من Sant’ Omobono Imagna إلى Sant’ Omobono Terme.

## صور

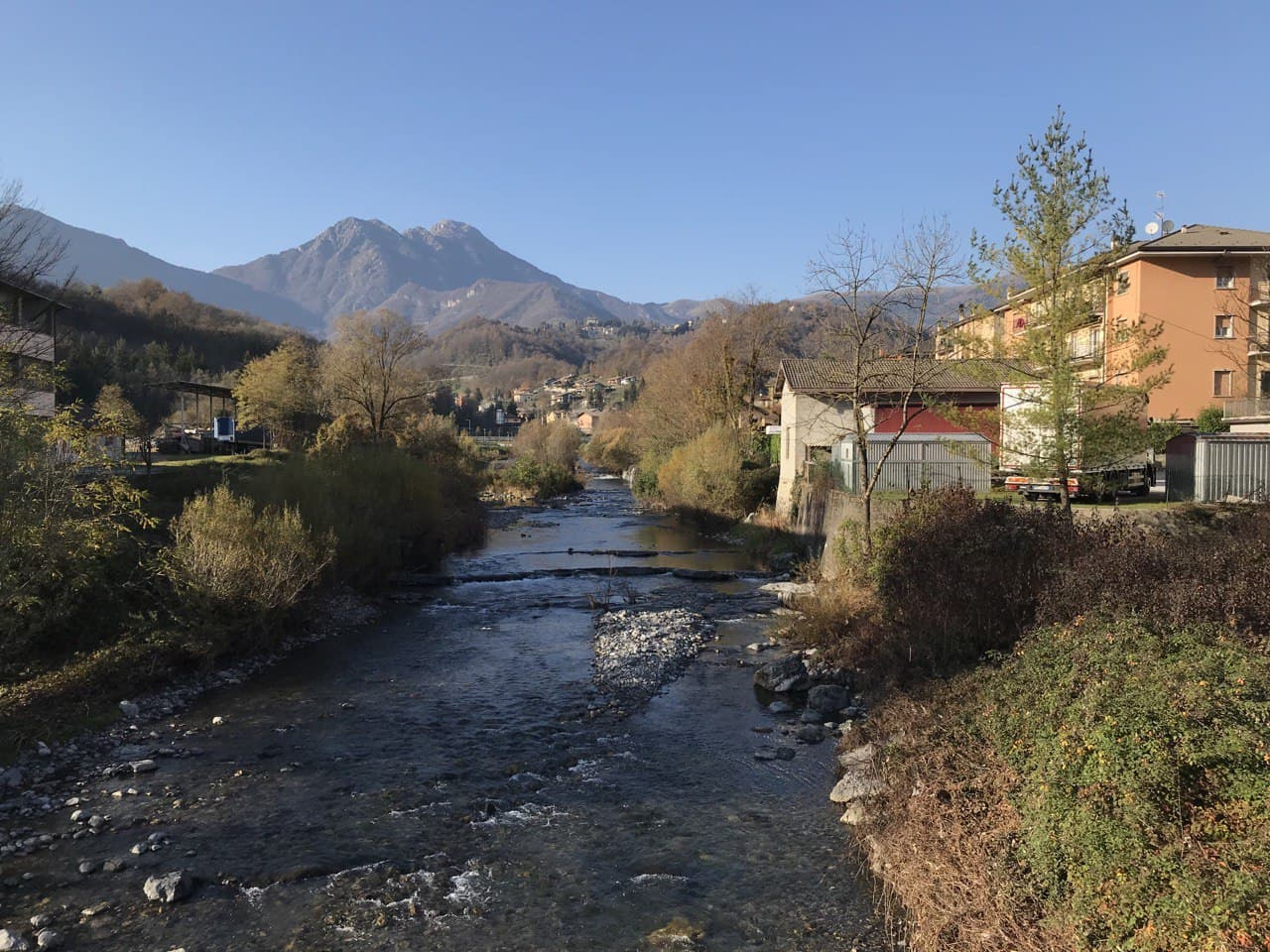
الخريف في سانت أموبونو تيرمي
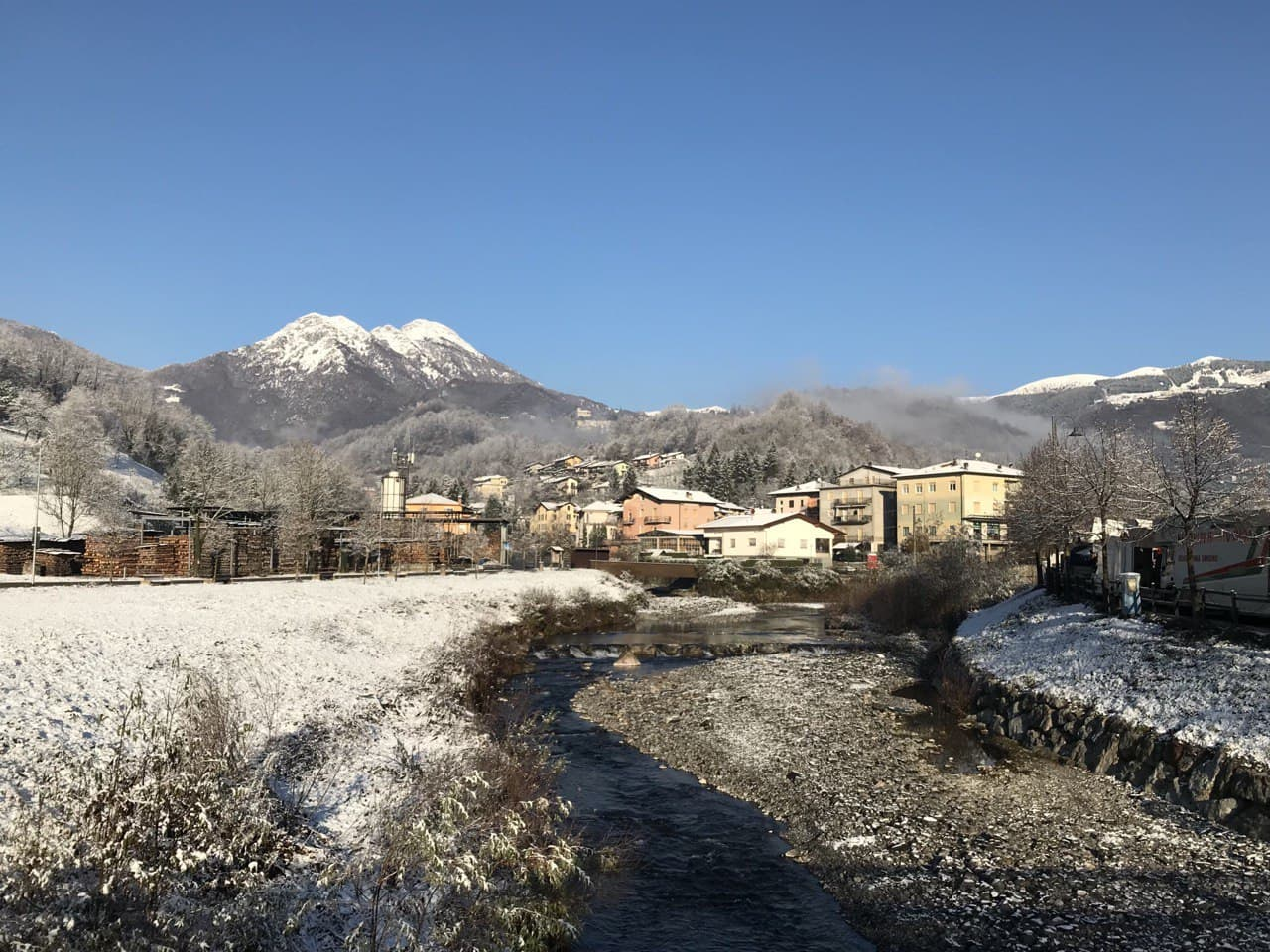
الشتاء في سانت أموبونو تيرمي